# Колыбаевка
Колыбаевка (укр. Колибаївка) — село в Каменец-Подольском районе Хмельницкой области Украины.
Население по переписи 2001 года составляло 1742 человека. Почтовый индекс — 32370. Телефонный код — 3849. Занимает площадь 2,707 км².

## История
В 1945 г. Указом Президиума ВС УССР село Янчинцы переименовано в Колыбаевку.

## Местный совет
32370, Хмельницкая обл., Каменец-Подольский р-н, с. Колыбаевка